# Bažant paví
Bažant paví (Polyplectron bicalcaratum), nazývaný též bažant paví šedý, je poměrně rozšířený pták z čeledi bažantovitých. Je národním ptákem Barmy. Je chován v mnoha zemích včetně České republiky, protože se dokáže dobře přizpůsobit povětrnostním podmínkám.

## Vzhled
Bažant paví má křídla dlouhá 39 cm (slípka) a 61 cm (kohout). Výrazný pohlavní dimorfismus se týká délky ocasu. U kohoutů je to 35 až 40 cm. Slípky mají ocas jen 23 až 25,5 cm dlouhý. Peří kohouta je převážně šedavé až šedé. Slípky mají peří nahnědlé. Obě pohlaví mají na křídlech tmavé duhové skvrny. Kohout má na hlavě hřebínek, který zvedá, když stojí proti útočníkovi. Ocas kohouta je více zaoblený a má velké duhové skvrny.

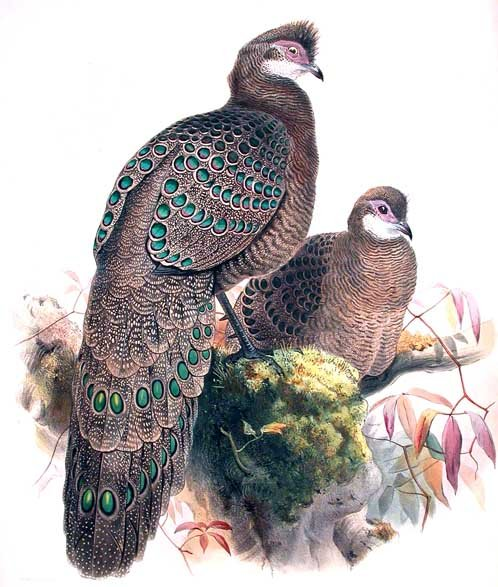
Kohout a slípka

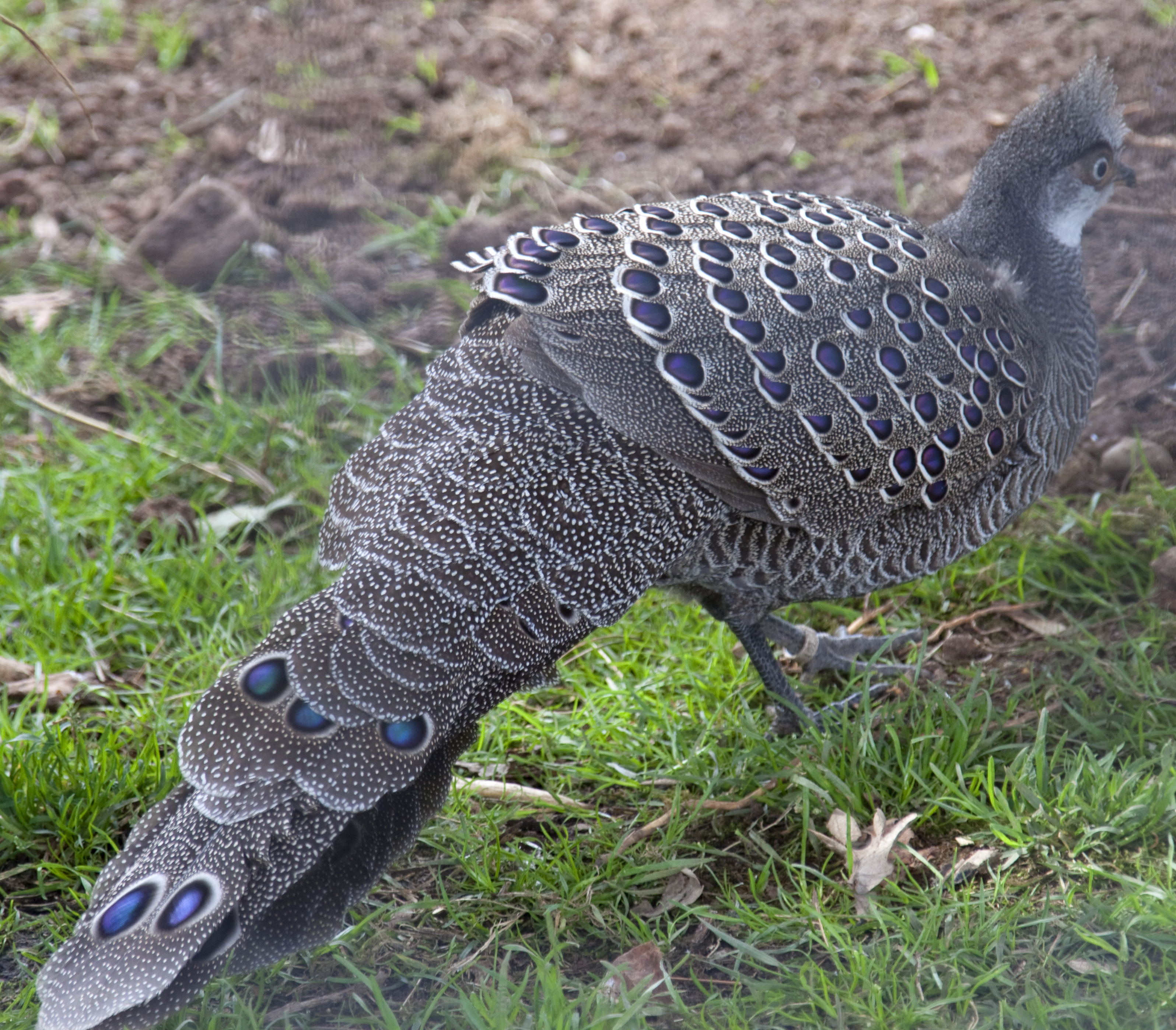
Kohout

Hlas kohouta je často slyšet. Jde o charakteristické, zvukomalebné hlasité pískání nebo naopak o drsné volání, které se opakuje rychleji a rychleji po dobu několika minut.
Bažanta pavího lze snadno zaměnit s bažantem bělolícím (Polyplectron germaini), což je běžný druh bažanta ve Vietnamu. Má tmavě šedé peří a části obličeje jsou načervenalé.

## Výskyt
Bažant paví se vyskytuje v severovýchodních pohraničních oblastech Indie a Barmy, v jihovýchodní Indonésii a na čínském souostroví Hainan. Jeho přítomnost je omezena na nížiny a lesy na úpatích hor. Většina bažantů žije v oblastech, které nemají vyšší nadmořskou výšku než 610 metrů. Byl však viděn i v nadmořské výšce až 1800 metrů.
Bažanta pavího najdeme hlavně v křoví, které roste podél řek. Jeho přirozeným prostředím jsou také husté, zelené lesy, kde v hustých porostech keřů, trvalek a bambusových listů vede svůj skrytý život. Jako ideální prostředí pro tento druh bažanta se jeví neobdělávaná pole, která po několika letech zarostou hustým porostem mladých stromů, keřů a popínavých rostlin.

## Chování

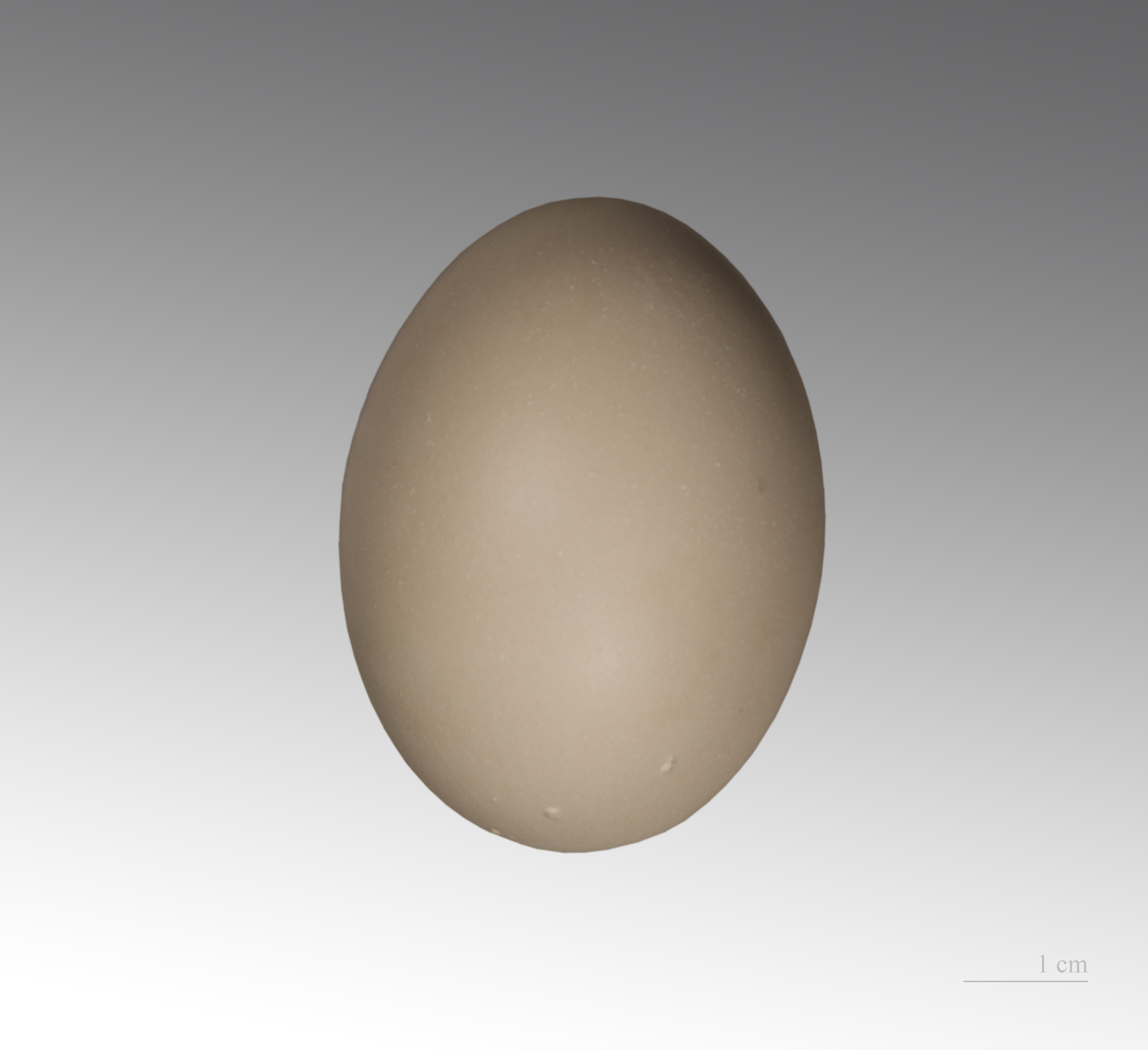
Polyplectron bicalcaratum

Potravu bažanta pavího tvoří zrní, bobule, semena, divoké fíky a švestky, popř. hmyz, jako jsou termiti. Při hledání potravy se bažanti pohybují tiše a nenápadně v porostu.
Bažanta pavího je obvykle vidět v párech nebo v malých rodinných skupinkách. Podobně jako všichni pávi, má bažant paví také typické chování během námluv (tokání). Kohout před slepicí široce roztáhne křídla a ocas, takže jsou dobře vidět duhové skvrny na peří.
Slípka snese pouze jedno nebo dvě vejce. V zajetí může slípka snášku několikrát opakovat. Vejce jsou zahřívána výhradně slípkami, ale kohouti jsou nablízku. Kuřata po vylíhnutí následují matku a hledají ochranu pod jejím ocasem.

## Poddruhy
Bažant paví (Polyplectron bicalcaratum) má 4 známé poddruhy:
- Bicalcaratum Polyplectron bakeri,
- Bicalcaratum Polyplectron bailyi,
- Bicalcaratum Polyplectron bicalcaratum,
- Bicalcaratum Polyplectron ghigii,

## Chov v zoo
V Evropě je chován přibližně v pěti desítkách veřejně přístupných zoo. V rámci Česka je chován ve třech zoo zařízeních:
- Zoo Ostrava
- Zoo Praha
- Ptačí ráj Číněves

### Chov v Zoo Praha
V Zoo Praha byl tento druh v minulosti chován již v letech 1931–1955. V záznamech jsou také uvedeny dvě samice v letech 1975–1978. Aktuální jedinci (pár) přišli do zoo v roce 2017. Pocházejí ze soukromého chovu. Také na konci roku 2018 byl chován tento pár.
Bažant paví je k vidění v dolní části zoo v pavilonu Sečuán, který představuje ptačí druhy podhůří Himálaje.